# 夜光藻属
夜光藻属（学名：Noctiluca）为夜光藻科的一个属。俗称海耀，又称夜光虫，是一类在海中生存的非寄生甲藻，也称蓝眼泪。

## 下属物种
本属包括以下物种：
- Noctiluca millaris (Scintillans) Suriray
- 夜光藻 Noctiluca scintillans (Macartney) Kof. & Swezy